# Claudia Niessen

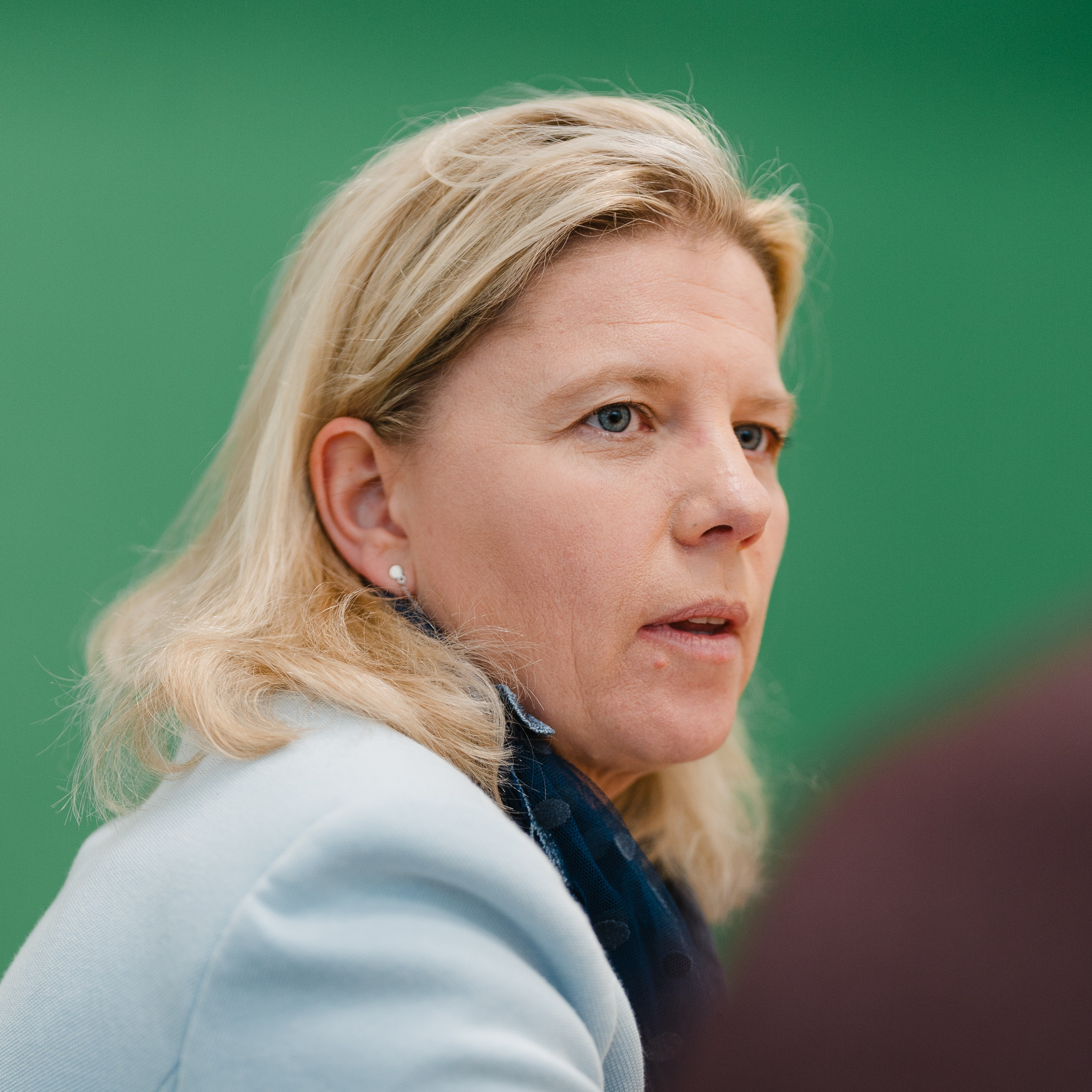
Claudia Niessen (2024)

Claudia Niessen (Aken, Duitsland, 21 april 1979) is een Belgisch Duitstalig politica voor Ecolo.

## Levensloop
Niessen studeerde architectuur en stedenbouwkunde aan de Fachhochschule van Aken. Van 2004 tot 2007 werkte ze als parlementair medewerker voor Waals Parlementslid Monika Dethier-Neumann en van 2007 tot 2010 was ze medewerker van de Ecolo-fractie in het Parlement van de Duitstalige Gemeenschap.
Voor de partij Ecolo zetelt ze sinds 2002 als gemeenteraadslid van Eupen. Van 2010 tot 2012 zetelde ze eveneens als rechtstreeks verkozen senator in de Senaat. Eind 2012 nam Niessen ontslag als senator om zich helemaal toe te leggen op de gemeentepolitiek in Eupen. Van 2012 tot 2018 was ze er schepen en sinds de gemeenteraadsverkiezingen van 2018 is ze burgemeester van Eupen.
Zij is de dochter van voormalig minister van de Duitstalige Gemeenschap Hans Niessen.